# SK Slavia Praha (volejbal ženy)
Ženský volejbalový klub SK Slavia Praha je pravidelným a dlouhodobým účastníkem nejvyšší české volejbalové ligy. Založen byl v roce 1933. Největšího úspěchu dosáhl klub v sezoně 1964/65, kdy se stal mistrem Československa. V samostatné české lize získala Slavia stříbro v sezoně 2005/06 a bronz v sezoně 2006/07, avšak většinou se pohybuje ve středu tabulky.